# جیرجیرک‌های پاشکافته
جیرجیرک‌های پاشکافته (نام علمی: Schizodactylidae) نام یک تیره از بالاخانواده اورشلیم‌جیجیرک‌واران است.